# Гармоні (округ Прайс, Вісконсин)
Гармоні (англ. Harmony) — місто (англ. town) в США, в окрузі Прайс штату Вісконсин. Населення — 220 осіб (2020).

## Демографія
Згідно з переписом 2010 року, у місті мешкали 222 особи в 104 домогосподарствах у складі 67 родин. Було 186 помешкань
Расовий склад населення:
| - 97,7 % — білих - 1,8 % — осіб інших рас |

До двох чи більше рас належало 0,5 %. Частка іспаномовних становила 1,4 % від усіх жителів.
За віковим діапазоном населення розподілялося таким чином: 15,3 % — особи молодші 18 років, 62,6 % — особи у віці 18—64 років, 22,1 % — особи у віці 65 років та старші. Медіана віку мешканця становила 51,0 року. На 100 осіб жіночої статі у місті припадало 122,0 чоловіків;  на 100 жінок у віці від 18 років та старших — 108,9 чоловіків також старших 18 років.
Середній дохід на одне домашнє господарство  становив 60 807 доларів США (медіана — 55 313), а середній дохід на одну сім'ю — 67 165 доларів (медіана — 57 188). Медіана доходів становила 40 781 долар для чоловіків та 35 417 доларів для жінок. За межею бідності перебувало 9,3 % осіб, у тому числі 17,9 % дітей у віці до 18 років та 15,7 % осіб у віці 65 років та старших.
Цивільне працевлаштоване населення становило 114 осіб. Основні галузі зайнятості: виробництво — 41,2 %, освіта, охорона здоров'я та соціальна допомога — 11,4 %, будівництво — 6,1 %, публічна адміністрація — 5,3 %.